# Orthurus
Orthurus là một chi thực vật có hoa trong họ Hoa hồng.